# Vipavski Križ
Vipavski Križ – miejscowość w Słowenii w gminie Ajdovščina.